# Kortste dag

Het verloop van de kortste dagen van het jaar, uitgedrukt in tijden van zonsopkomst (blauwe parabool) en zonsondergang (oranje parabool)

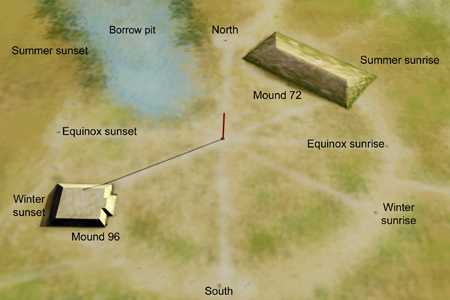
Illustratie van een gedeelte van Cahokia Mounds, de overblijfselen van de woodhenge bij heuvel 72 en heuvel 96 tonen zonsopkomst en zonsondergang op de langste dag, de kortste dag en de equinoxen

De term kortste dag is een aanduiding voor de dag in het jaar op de aarde met de kortste tijd tussen zonsopkomst en zonsondergang. Op het noordelijk halfrond van de aarde valt deze dag elk jaar rond 21 december en wordt hij winterpunt genoemd. Op het zuidelijk halfrond is het omgekeerd; daar valt de kortste dag omstreeks 21 juni. Dit artikel beschrijft de kortste dag verder vanuit het gezichtspunt van het noordelijk halfrond.
De kortste dag valt niet steeds precies op 21 december. In 2005 bijvoorbeeld was het op 22 december, maar meestal is het een of twee dagen eerder en een enkele keer op 23 december. Met kortste dag wordt niet de lengte van het etmaal bedoeld (want die blijft natuurlijk 24 uur), maar de tijd tussen zonsopkomst en zonsondergang.
Dat de tijd ertussen het kortst is, wil niet zeggen dat op die dag de laatste zonsopkomst en de vroegste zonsondergang plaatsvinden, want deze vallen niet samen. Dit komt doordat de baan van de aarde om de zon geen perfecte cirkel vormt, maar een ellips (met het perihelium in januari). In 2003 kwam de zon het laatst op op 31 december en ging het vroegst onder op de 13e. Er zitten achttien dagen tussen deze twee momenten. In het midden van die periode is het verschil tussen zonsopkomst en zonsondergang het kleinst. Het plaatje, dat geldt voor 2003 - 2004 voor een plaats in het midden van Nederland, maakt deze periode aanschouwelijk.
De kortste dag is ongeveer de dag waarop de zonnewende (winterwende) plaatsvindt. Dit winterpunt is het zuidelijkste punt van de schijnbare zonnebaan (ecliptica). Deze gebeurtenis luidt het begin van de astronomische winter in.
De langste dag valt op het noordelijk halfrond in de dagen rond 21 juni. Op het zuidelijk halfrond begint dan juist de winter.
Op de noordelijke poolcirkel blijft het op de kortste dag precies een etmaal lang donker.